# Ruca Co
Península Ruca Có es una localidad argentina ubicada sobre la costa del Lago Pellegrini, en el municipio de Cinco Saltos, departamento General Roca, provincia de Río Negro.

## Ubicación
La localidad se ubica sobre una península que ingresa en el Lago Pellegrini, al norte del Canal Principal, en la zona no irrigada del Valle. Se encuentra a 15 km al norte del casco urbano de Cinco Saltos por la ruta provincial 70, y a 30 km al norte de Cipolletti y Neuquén por la ruta nacional 151.

## Características

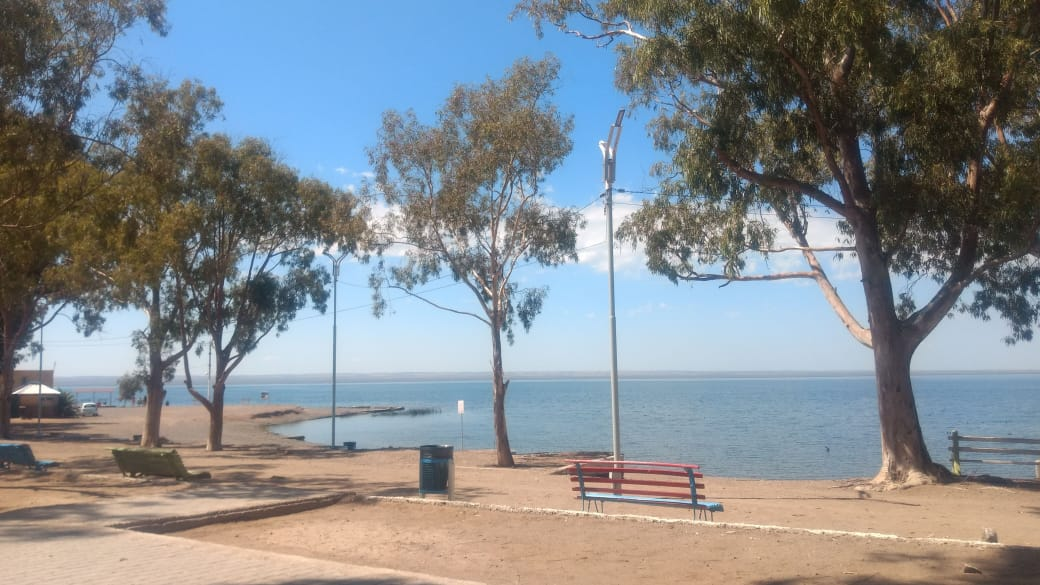
Península Ruca Co, Lago Pellegrini, ciudad de Cinco Saltos, Río Negro

Es la principal urbanización sobre el Lago Pellegrini, en la que se asientan casas de fin de semana y servicios para aprovechar el lago. Además, en esta localidad se ofrecen alquileres temporales de casas o cabañas, para aquellos que deseen pasar el fin de semana. También posee una pequeña costanera en la punta de la península, donde ofrece lugares para comer o proveedurías.

## Economía
Esta localidad es el principal polo turístico de Cinco Saltos, y en ella suelen pasar el día o el fin de semana las personas de las ciudades vecinas, principalmente de Cipolletti y Neuquén.
La localidad posee un camping municipal, cabañas y muelles de lanchas. Además ofrece en la costanera diversos restaurantes, proveedurías y senderos para recorrer la costa. En la localidad se encuentra el Club Náutico Lago Pellegrini, que posee un muelle de lanchas en la costa.
La municipalidad organiza distintos eventos para potenciar el perfil turístico del lugar, entre ellos caminatas por las zonas donde se hallaron fósiles paleontológicos. En la costa también hay avistaje de aves, ya que la zona es hogar de aves como el cisne de cuello negro.

## Población
Contó con 158 habitantes (Indec, 2010), lo que representó un leve descenso del 1,8% frente a los 161 habitantes (Indec, 2001) del censo anterior.
El censo 2022 registró una población de 314 habitantes que se repartieron entre 166 hombres y 148 mujeres. Sin embargo, las cifras obtenidas fueron estimativas solo teniendo en cuenta a la población en viviendas particulares; es decir, excluyendo del dato a la población institucional y las personas sin hogar. Gracias a este censo también fue posible conocer su densidad y tamaño urbano.
| Gráfica de evolución demográfica de Ruca Co entre 1991 y 2022 |
|                                                               |
| Fuente: Censos nacionales del INDEC                           |